# Patricio (título)
Patricio fue un título honorífico concedido por los emperadores del Bajo Imperio romano y el Imperio bizantino.

## Origen
El patriciado todavía tenía cierto prestigio durante el Alto Imperio romano. Los emperadores elevaban rutinariamente a sus partidarios a la clase patricia en masa. Su prestigio y significado se fue gradualmente degradando hasta que, a finales de la crisis del siglo III, dejó de tener sentido en la vida cotidiana.
El emperador Constantino el Grande reintrodujo el término como un título honorífico superior del Imperio, sin vinculación a ninguna función administrativa específica y, en un principio, limitado a un número muy pequeño de titulares. El historiador Zósimo llega incluso a afirmar que, en la época de Constantino, los portadores del título estaban por encima de los prefectos pretorianos.

## Bajo Imperio romano
En el Imperio romano de Occidente, el título fue utilizado escasamente y así mantuvo su prestigio. Fue empleado para premiar a los poderosos magistri militum que, especialmente en el siglo V, dominaron el Estado: Estilicón, Constancio III, Aecio, Bonifacio y Ricimero. En el Imperio romano de Oriente, Teodosio II prohibió que los eunucos lo obtuvieran, pero esta restricción había sido revocada en el siglo VI. El emperador Zenón se lo otorgó a Odoacro para legitimar su gobierno en Italia tras el derrocamiento del magister militum Flavio Orestes y la destitución de Rómulo Augústulo.

## Imperio bizantino
Bajo Justiniano I el título se abrió a todos los que estaban por encima del rango de illustris (en esencia, la mayoría del Senado) y, en consecuencia, sufrió cierta devaluación en su prestigio.
En el siglo VIII, el título se rebajó en el orden de precedencia de la corte, pasando a estar después de los magistros y los anthypatos. Sin embargo, permaneció en la jerarquía imperial como uno de los más altos hasta el siglo XI, siendo entregado a los estrategoi más importantes del Imperio. En la jerarquía de la corte, los eunucos patricios gozaban de mayor precedencia, por delante de los anthypatoi. Según el Kletorologion de finales del siglo IX, la insignia de la dignidad eran unas tablas de marfil inscritas. Durante el siglo XI, siguió el destino de otros títulos. Concedido ampliamente, perdió su prestigio y desapareció durante el periodo comneno, a principios del siglo XII.

## Títulos relacionados
El título de protopatricio está atestiguado entre los años 367 y 711. Se concedía probablemente al titular más veterano que actuaba además de representante del grupo. La variante femenina patricia denotaba a las esposas de los patricios y no se debe confundir con el título de zoste patrikia que se confería a las damas de honor de la emperatriz.
El título de patricio se usó ocasionalmente en Europa Occidental tras el fin del Imperio romano. Por ejemplo, el papa Esteban II otorgó el título de patricio de los romanos al gobernante franco Pipino el Breve.